# Mazapa, Puebla
Mazapa är en ort i Mexiko.   Den ligger i kommunen Zacapoaxtla och delstaten Puebla, i den sydöstra delen av landet, 160 km öster om huvudstaden Mexico City. Mazapa ligger 2 394 meter över havet och antalet invånare är 318.
Terrängen runt Mazapa är huvudsakligen kuperad, men den allra närmaste omgivningen är platt. Runt Mazapa är det ganska tätbefolkat, med 72 invånare per kvadratkilometer. Närmaste större samhälle är Zaragoza, 5,9 km nordost om Mazapa. Trakten runt Mazapa består till största delen av jordbruksmark.